# Bajramtscha
Bajramtscha (ukrainisch Байрамча; russisch Николаевка-Новороссийская Nikolajewka-Noworossijskaja, rumänisch Bairamcea) ist ein im Budschak gelegenes Dorf im Süden der ukrainischen Oblast Odessa mit etwa 1200 Einwohnern (2001).

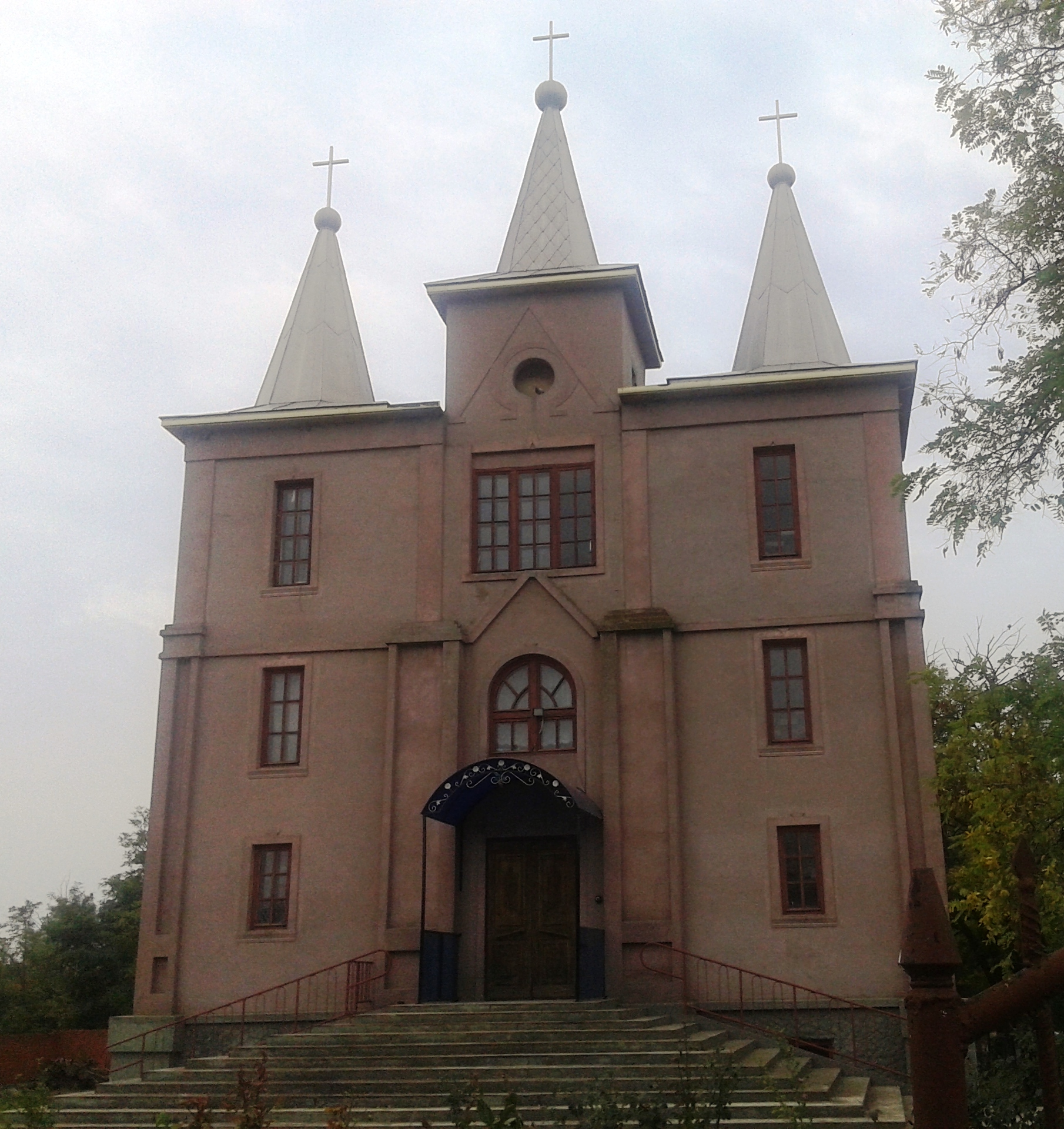
Evangelische Kirche im Dorf

Um 1807 gab es anstelle des heutigen Dorfes eine Siedlung der halbnomadischen Bujak-Tataren, die nach dem Russisch-Türkischen Krieg von 1806 bis 1812 von geflüchteten Bauern aus der Ukraine, Moldawien und Russland besiedelt wurde. Am 16. Dezember 1856 erhielt das Dorf, das bis dahin den Namen Bajramtscha (Байрамча) trug, seinen heutigen Namen.
Die Ortschaft liegt 23 km nordöstlich vom ehemaligen Rajonzentrum Sarata und 95 km südwestlich vom Oblastzentrum Odessa am linken Ufer des 94 km langen Flusses Chadschyder (Хаджидер), der in den gleichnamigen Liman mündet.
Durch das Dorf verläuft die Fernstraße M 15.
Am 12. Juni 2020 wurde das Dorf ein Teil der Landgemeinde Uspeniwka; bis dahin bildete es die Landratsgemeinde Mykolajiwka-Noworossijska (Миколаївсько-Новоросійська сільська рада/Mykolajiwsko-Noworossijska silska rada) im Osten des Rajons Sarata.
Seit dem 17. Juli 2020 ist sie ein Teil des Rajons Bilhorod-Dnistrowskyj.

## Söhne und Töchter der Ortschaft
- Juwenalij Sajzew (1924–2020), sowjetisch-ukrainischer Hydrobiologe[5]